# OZ (樹なつみの漫画)
『OZ』（オズ）は、樹なつみ原作のSFコミック作品。またそれを原作とするOVA、ラジオドラマ、舞台作品である。

## 概要
1988年からLaLaの増刊や本誌に不定期で掲載された漫画SF作品。
童話『オズの魔法使い』がモチーフである。
第24回（1993年）星雲賞受賞している。

## あらすじ
大戦で核ミサイルが爆発して世界と人類が壊滅状態となってから31年後、未だ戦乱と混迷、食糧不足、エネルギー不足、環境破壊による砂漠化など、人類の先行きに希望が持てない世界の裏側でささやかれる1つの伝説があった。それは、大戦前に科学者（頭脳）集団が創った巨大シェルターの存在だった。飢えも戦争もない最先端の科学都市、その名を「OZ」（オズ）という。
生体工学を専門とする天才少女・フィリシアの前に、死んだ母そっくりのサイバノイド・1019（テン・ナインティーン）が現れる。1019はフィリシアの兄リオンの製作物であり、リオンからフィリシアへの伝言を携えていた。「OZで会おう。」そのメッセージを聞いたフィリシアは、その場に居合わせた傭兵・武藤を供とし、OZへと向かう旅に出る。

## 登場人物
声優の順は、OVA版 / NHK青春アドベンチャー版（ラジオドラマ）。空白は配役の確認が取れていないものである。
武藤徉（むとう よう）（松本保典/松本保典）
年齢：自己申告によれば22歳
身長：178cm、体重：71kg、血液型：A型
通称「ムトー」。戦災孤児。アジア系で、おそらくは日本人と思われる。彼を拾って育てた老人「武藤」が「徉」と名付けた。10代の頃から傭兵として経験を積んでいるため、雇われて日の浅いサンレイトでは軍曹だが、ヤンセン傭兵部隊では中尉。評価はランクAで教官も務める。真面目で律儀、自分でした約束は完全に守る。「OZ」に対する憧れを抱いていたがゆえにフィリシアの強引な懇願に負けて彼女に「雇われて」OZへ向かうことになるが、フィリシア自身が国の重要人物であることに加え除隊をせずに出発したため、サンレイトからはフィリシアの誘拐犯として、ヤンセンからは脱走兵として追われることになった。
しかし、フィリシアをOZに先行させた後、スカイルズを介して極秘に接触を持ったエプスタイン首相補佐官から「OZ」の正体を知らされショックを受ける。エプスタインに「OZ」の存続を許すことの危険性を説かれ、その破壊を依頼された。フィリシアらと作戦を決行するもネイトを失い、自身もまたリオンに撃たれて重傷を負う。死を覚悟し窮地を救ってくれた19に自らの肉体で良ければ与えると告げて意識を失った。6年が経ったことを知らず、夢の続きかと思い込んで成人女性に成長したフィリシアに救出される。
フィリシア・メリッサ・エプスタイン（皆口裕子/前田悠衣）
年齢：16歳
身長：151cm、体重：40kg、血液型：B型
生体工学博士で専門は植物細胞学。サンレイト連邦共和国首相補佐官の末娘。一人称は「わたくし」。2005年生まれ。世間知らずではあるが、自分の信念だけは曲げない強い意志を持つ。行方不明になっていた兄リオンからOZへの道案内として1019を送り込まれ、彼に導かれて出発する。しかし、OZで再会した兄が狂気の独裁者と化していた現実に直面し、当初はムトーを外に戻そうとするが結局は彼やダントリー博士と協力してリオンと対決する道を選ばざるを得なくなる。
ムトーらの決死の行動による「OZ」の爆破から6年後、事故を偽装した「OZ」の完全破壊を実行すべく当地を再訪し、ムトーの養い親とも言うべきヤンセンのブルックス将軍の協力を得た。ところが、19によるとは知る由もないが、冬眠カプセルで生きていたムトーに再会し彼の救出後に計画通りOZを無に帰すことに成功する。
リオン・コンラート・エプスタイン（三ツ矢雄二/幸和希）
年齢：22歳
身長：180cm、体重：68kg、血液型：AB型
エプスタイン家の長男でヴィアンカ、フィリシアの兄。1999年生まれ。ロボット工学、バイオテクノロジーなど多分野にわたって才能を発揮する狂気の天才。潔癖症で猜疑心が強い。マザコンであり、19にパメラ・プログラムを組み込んだのは、彼女を他の男に触れさせたくないからだった。物語の始まる5年前に失踪していたが、その間にヒューマノイドを開発していた。幼少時から溺愛していた妹・フィリシアを「OZ」に招き入れる。
実は、ムトー達が相対していたのは生来の姿を模したバイオロイドであり、本物のリオンは自身の脳を10歳の己を模したバイオロイドの肉体に移植し、フィリシアもまた同様にするつもりでいた。無垢な子供のまま永遠に生き続けようという妄想に憑りつかれていたが、爆発の衝撃で狂った1031に頭部を握り潰されて殺害されるという自業自得の非業の死を遂げた。
ヴィアンカ・マリア・エプスタイン（/青山雪菜）
年齢：17歳
身長：162cm、体重：49kg、血液型：B型
エプスタイン家の長女ではあるが、天才家系にあって唯一の普通の娘。2004年生まれ。天才兄妹に対する強烈なコンプレックスのために素直になれない。父の命令でフィリシア捜索隊に加わり、紆余曲折の末にムトーに恋するも気づいてさえ貰えなかった。
6年後、フィリシアがOZの完全破壊を実行する直前、妹を訪ねて来て父親の秘書のヤザワと結婚する旨を告げた。彼を夫に選んだ理由は、ムトーに少しだけ似ていたから。OVAには未登場。
オーティス・ネイト（山寺宏一/山寺宏一）
年齢：26歳
身長：183cm、体重：83kg、血液型：O型
ヤンセン傭兵部隊の少尉。冷血のネイトと呼ばれる程の凄腕。旧アメリカ・アングロサクソン系の青年。1995年生まれ。5年前、教官を務めていた15歳当時のムトーの教え子。ヤンセン傭兵部隊に所属する以前はあちこちで犯罪に加担しており、本人曰く『無茶をやりすぎ』てあちこちの勢力から命を狙われるようになったのでヤンセンに来たという経緯がある。1024が「OZ（リオン）」を絶対視する人形だと知りつつも彼女を愛してしまい、ムトー達を逃がすためにも無理心中を遂げ爆死した。
ビル・スカイルズ
ゴールディ共和国の反政府ゲリラ「ゴールディ解放戦線」の司令。「OZ」の潜入及び破壊に赴いたムトー達を外部での帰路の確保という形でサポートし、6年後の「OZ」完全破壊に際して2年前にサクソニア共和国に改名した故国の将軍となっていた。
ブルックス
最大の傭兵部隊ヤンセンのトップ。階級は将軍。フィリシアが完全破壊を胸に秘めて「OZ」を再訪した際、初めて彼女に対面した。ムトーをこよやく愛しており、唯一我が子と呼びたい存在だとフィリシアに告げて愛する息子の願いを叶えるべくヤンセンの破壊工作部隊を率いて駆けつけたのだった。OVAには未登場。
ルパート・エプスタイン（阪脩/）
サンレイト連邦共和国首相補佐官。妻パメラとの間にリオン、ヴィアンカ、フィリシアの3子をもうける。第三次世界大戦を生き残った人物であり、「OZ」の秘密を知る人物の一人でもある。狂った独裁者に成り果てたリオンに脅迫されるも世界を守るため、ムトーに息子の暗殺と「OZ」の破壊を依頼した。パメラの魔性に憑りつかれた1人だったが、次第に正気に戻った数少ない生き残り組。矢も盾もたまらずパメラを妻にしたが、結婚後は地獄でしかなく別居してしまう。リオンはそのパメラに容貌ばかりか性情まで瓜二つだったが、娘達は幸いにも母親に似ずに済んでホッと胸を撫で下ろした。
パメラ・エプスタイン（藤田淑子）
旧姓「スコット」。没年35歳。結婚前は、高級官僚相手の娼婦だった。自身が魅了した男達を殺すより残酷に破壊する妖婦。サディストの資質を有し、かろうじて通常人の仮面を被る天性の詐欺師だった。ルパート・エプスタインと結婚し、リオン、ヴィアンカ、フィリシアを産んだ。麻薬のような女性で、沢山の男性と浮き名を流し弄んで彼らの心と人生を破壊した。乳癌を患い既に末期だと知って飛行機の中でパーティーを繰り広げた挙げ句、機体を爆破し取り巻きを道連れに自殺した。表向きは事故で処理された。
1019（テン・ナインティーン）エプスタインMJ3型プロトタイプ（藤田淑子 / 春風ひとみ）
「OZ」への道案内を務める男性型サイバノイド。通常は19（ナインティーン）と呼ばれる。エプスタイン兄妹の母・パメラの人格「パメラプログラム」が組み込まれており、19は表層プログラムでいずれは消滅する予定だった。「OZ」から外界に出た後パメラの人格が顕在化したため、任務遂行中に一行とはぐれた後は廃棄扱いとなった。その後、自らの意志でムトーを追い「OZ」に向かう。しかし、「OZ」に辿り着いた時にはパメラに乗っ取られたと誰もが思ったが、表層プログラムにすぎない19が生き残ってパメラは逆に吸収されていたのだった。重傷を負ったムトーを治療して冬眠カプセルに保護し、彼の望む「OZ」の所産の廃棄を実行した。自身もまた「OZ」の所産であるため、マシンがする筈のない自殺を遂げた。
ネイトが"無い物ねだりのありうべからざること"だと断じたが、人間の女性として覚醒しムトーを愛したからこその行動だった。
1021（テン・トウェンティーワン）エプスタインMJ3型プロトタイプ（横尾まり/たにぐちまき）
1019と同じ顔を持つが女性型である。バイオロイドとサイバノイドの中間体で、ネオハイシリコンの骨格や100%有機質の人工筋肉や人工皮膚、人工血液を持っており、戦闘型サイバノイドで人工血液を持たない19に対して優越感と差別が混じった態度で接する。
ゴールディのオデッサにてフィリシア一行の前に案内人として現れ、19は欠陥品であるため廃棄すると告げた。その理由としてMJⅢ型に用いられている人工知能はパメラ・エプスタインをモデルとして設計されており、その思考（女性）と19の身体（男性）の齟齬がバグを引き起こすと一行に説明した。その直後に欠陥品であると言われたことにショックを受けた19に破壊されたが、これはリオンにとっては19のパメラプログラムの覚醒を促すための予定調和だった。
1024（テン・トウェンティーフォー）エプスタインMJ3型プロトタイプ（戸田恵子/あづみれいか）
バイオロイドとサイバノイドの中間体。24（トウェンティーフォー）と呼ばれる。女性型でパメラプログラムは搭載されていない。19が行方不明になってからは彼女がOZへの案内役となった。より人間に近づく事を欲し、自我の目覚めを望んでいる。また外界や人間との接触等の経験があり、他の中間型（1025、1026）に対して優越感を抱いている。19とは正反対にマシンのままで自身の望む「人間としての自我の目覚め」は訪れることはなく、それを誰よりも痛感していたネイトの無理心中により爆破された。
1026（引田有美/蘭このみ）
1030シリーズ (篠原恵美/)
OZにいるエプスタインMJ3型バイオロイドのプロトタイプ。女性型で長髪。
ヴェラ・ミスト（向殿あさみ/あづみれいか）
ムトーの元の上官で愛人だった女性士官。階級は少佐。サバナ基地所属シルバーナイツ中隊の指揮官。
シドニー・ダントリー（大木民夫/おおやまかつみ）
「OZ」で生き残った科学者の1人。ムトーらと共にリオン打倒とOZの抹消を計画し、リオンを倒したと思ったが実はバイオロイドだったことをその時になって初めて知り、彼を道連れにすることには失敗した。毒薬入りのカプセルを飲み時間が経てば胃酸に溶かされて毒が効いて死に至るというものであり、自身が罪人であることを誰に言われるまでもなく自覚していた。
ジョン・エプスタイン（/おおやまかつみ）
首相補佐官の弟。フィリシア達の叔父に当たる。変わり者で戦後は政治との関わり無い生活を送っていた。フィリシアを呼びOZに行けという手紙を残す。嘗て「OZ」に所属していた科学者であり、「OZ」が大戦を引き起こしてしまったという自責の念から家族の元を離れ孤独に暮らしていた。「OZ」とは連絡を取ることが可能であり、それを用いてリオンを「OZ」の後継者としてダントリーらに推薦した。
カーク（堀之紀/）
クレスタの街の自警団に所属する元ヤンセン所属の傭兵。
かつてゲリラだったといえ12歳の少女を強姦して殺害しており、それをムトーに告発され死刑宣告を下された過去がありムトーを逆恨みしていた。その後フィリシア誘拐の容疑を掛けられ任務中に脱走したムトーをクレスタで発見、逮捕する。逮捕後尋問でサイバロイドこと19の情報を金目的で聞き出そうとするもムトーは言わず挑発に激高し私刑を加える。しかししばらくして「パメラ」に目覚めた19が詰所を襲撃、銃が通用せず仲間が目の前で無残に殺されていく様子に恐怖し命乞いするも「パメラ」に頭部を握り潰され人生を終える。
研究員（/じんのひろあき）
サバナ基地所属。階級は不明。
墜落した航空機から回収されたケースの中にいた19の解析を行った。サンレイト首都コロンバスへの移送される19の監視を行っていたが活動を開始した19によって頭部をねじりきられて死亡した。
スローン中尉（津久井教生/ハマン）
サバナ基地所属の男性士官。
ムトーら傭兵に対して否定的でありムトーを目の敵にしている。ムトーとミスト少佐の発言から士官学校を卒業しているようだが、その能力は優秀ではないようで軍人には向いていないと評されている。活動を開始した19を鹵獲、破壊するよう命令を受け一個小隊を率いて出動、通報を受けてサバナ基地近くのソルト地区西区に向かう。ムトーに１分隊を率いて19が潜んでいると思われる小屋を強襲させるが、直後に19の奇襲を受け乗っていた装甲車がレーザーで破壊され死亡した。
メイスン博士（/ハマン）
「OZ」の科学者。人工細胞の研究者であり外科医である。
臆病な人物であり死にたくないがゆえにリオンの言うがままに従っていた。OZを乗っ取ろうとするリオンに反発した科学者の処刑を兼ねた人工体への移植実験も手伝っている。最終的にはフィリシアに裏切られ怒りに震えるリオンの命に受けた1030に射殺された。
アスラ（/大島蓉子）
「OZ」の心臓部とも言うべきメイン・コンピュータ。設計者はシドニー・ダントリー
「OZ」の施設機能だけではなく「ディーヴァⅢ」といったキラー衛星やサイバロイド、バイオロイドの管理も行っている。
ミスラ（/蘭このみ）
アスラの機能停止により起動した双児（ツイン）コンピュータ。姉妹機にヴァルナというコンピュータも存在する。ミスラの役割は緊急避難用のシャトル格納庫の管理であり、ヴァルナの機能停止後に活動を始めた。ヴァルナはアスラに重大な障害が発生したときアスラに代わりOZ施設の制御を行う。他にもリオンの隠されていた研究室の管理も行っていた他、ディーヴァⅢのビーム兵器のトリガーも握っていた。
イリョーシュカ・ユスノワ
ヤンセン傭兵部隊の女性新兵。愛称はイーリャ。傭兵団で資金を稼ぎ自分の店を持つのが夢。入隊後ムトーの指導を受け、次第にその人柄に惹かれていく。その一方でネイトに対しては強い警戒心を抱いている。当初「カカシ」と目されていたのは彼女であるが、ストーリー構成の都合により本編未登場で、OZマニュアルにはイラストが掲載されている。番外編『ETERNAL LOVER』は彼女の視点で描かれた作品である。

## 用語
大戦後の世界
1990年、1発の核ミサイルの誤射により始まった第三次世界大戦は、僅か40分で終結した。しかし、生存者は全人類の40%にすぎなかった。約7ヶ月の核の冬を経た大戦から31年後の世界がこの物語の舞台となる。アメリカ合衆国も国家としての機能を失い大きく6つの国、インディー共和国、ゴールディ共和国、サンレイト連邦共和国、バーモント連邦共和国、フリーラクロス連邦共和国、その他１ヵ国に分裂した。更には、それらの国々の国境は常に流動的で小競り合いが絶えなかった。また、産業力の低下、食料危機、土地の荒廃、難民の増加、治安の悪化などの現象が見られ、あちこちで傭兵の需要が高まっていた。傭兵を訓練する養成所も存在する。
OZ
世間では"理想の科学都市"と謳われているが、実体は兵器開発の研究所を兼ねた軍事基地である。
元々はアメリカの戦略防衛構想の一環として提唱されたOZ計画によってOZが創設された。推進者は空軍参謀総長タッカーと超多国籍企業フェレーラ財団会長の２人が主な人物である。施設はグアテマラのティカル遺跡近郊の地下に築かれており、５重の分厚いハッチで覆われており核兵器やビーム兵器の直撃にも耐えうる堅牢さを持っている。施設の動力源にはDID核融合炉が使われている。
ヒューマノイド
「OZ」の技術の粋を集めて作られた人造人間。全個体共通で金髪碧眼、身長は180cm。光をエネルギーに変換する機能を持ちそれを動力源とする。見た目はほぼ人間と変わらないが、サイバノイドは身体的能力が高い一方で旧式ゆえに人工知能は中間型及びバイオロイドのそれより劣るとされている。逆にバイオロイドは耐久力の面でサイバノイドに劣る。ナンバリングされているプロトタイプの容姿は全てエプスタイン兄妹の母、パメラを模して製造された。
下2桁10番台がサイバノイド、20番台がバイオロイドとサイバノイドの中間体、30番台が完全なバイオロイドである。10番台は感情を持たず人工血液もないが、20番以降は感情を学習することができ、白い人工血液を持っている。なお、パメラの人格のコピーである「パメラプログラム」を搭載した女性型（フィメールタイプ）は全て発狂したため、これを搭載運用しているのは男性型（メールタイプ）の1019のみである。女性型で構成される20ナンバー以降に同プログラムが搭載されていないのも同様の理由による。また、彼らは創造主であるリオンの命令に逆らわないようプログラムされており、目的の障害を排除する際には殺人や破壊活動などの反社会的行為も行なう。
ヒトと同じように軽微な損傷であれば自己修復機能が働くが、大量の失血などで死んでしまう。10シリーズ、20シリーズはサイバーシステムを持つため、自己修復はできないが腕を失う程度であれば活動を継続できる。

## 作品初出年表
- chapter I：1988年 ララ増刊 AUTUMN CLUB
- chapter II：1989年 ララ増刊 SUMMER CLUB
- chapter III：1989年 ララ増刊 AUTUMN CLUB
- chapter IV：1990年 ララ増刊 WINTER CLUB
- chapter V：1990年 ララ増刊 SPRING CLUB
- chapter VI：1991年 増刊ララ・ダッシュ2月10日号
- chapter VII：1991年 増刊ララ・ダッシュ5月10日号
- chapter VIII：1991年 増刊ララ・ダッシュ8月10日号
- chapter IX：1992年 ララ 4月号
- chapter X：1992年 ララ 6月号
- HOT BLOOD：1992年 OZ MANUAL
- PARADISO：2004年 メロディ 7月号
- ETERNAL LOVER：2004年 メロディ 11月号

## 書籍情報

### 単行本
OZ 1# 初版発売日 1990年3月31日
- chapter I
- chapter II

OZ 2# 初版発売日 1990年7月31日
- chapter III
- chapter IV
- chapter V

OZ 3# 初版発売日 1990年7月31日
- chapter VI
- chapter VII

OZ 4# 初版発売日 1992年9月2日
- chapter VIII
- chapter IX
- chapter X

### 完全収録版
OZ 1# 2004年11月5日 ISBN 978-4-592-18882-7
- chapter I
- chapter II

設定資料
OZ 2# 2004年12月4日 ISBN 978-4-592-18883-4
- chapter III
- chapter IV

番外編『ETERNAL LOVER』
OZ 3# 2005年1月5日 ISBN 978-4-592-18884-1
- chapter V
- chapter VI

番外編『PARADISO』
OZ 4# 2005年2月5日 ISBN 978-4-592-18885-8
- chapter VII
- chapter VIII

番外編『HOT BLOOD』
PROFILE改訂版
OZ 5# 2005年3月5日 ISBN 978-4-592-18886-5
- chapter IX
- chapter X

あとがき

### 画集
- 樹なつみキャラクター画集　PASSIONATE
  - 1991年6月26日 初版 発行：白泉社 ISBN 978-4-592-73096-5
- OZ MANUAL
  - 1992年10月3日 第1刷 発行：白泉社 ISBN 978-4-592-73105-4

## OVA
VHS版：VOL.1 約35分、VOL.2 約35分。LD版：VOL.1・2収録約70分。
1992年に作成された樹なつみ原作初のアニメ化作品。
単行本にして全4巻という壮大なボリュームを、2本で70分にまとめるため、当然、泣く泣くカットしたエピソードが多い。アニメ化にあたり「ラストだけはしっかり見せたい」という樹の希望もあり、大胆な構成になっている。が、脚本に入る段階ではまだ『OZ』本編自体が完成していなかった。ラストが解らないと脚本が書けないので、ラスト部分のプロットを樹に送ってもらった。しかし、コンテを描くときに、やはり文字だけでは樹作品の構図の味が伝わってこない。スタッフのたっての希望で、樹にラストまでのラフ原稿を上げてもらい絵コンテに反映している。VOL.2のエンドクレジットの麦畑を生かすために、VOL.1でのエンドクレジットは意図的に黒バックにしてある。

### 物語
1990年第3次世界大戦勃発。最初の核ミサイルが爆発してから40分後、世界を核の冬が襲う。人類は全人口の40%しか生き残らなかった。世界は分裂状態にあり戦乱と混乱が支配していた。その中で囁かれる1つの伝説があった。大戦前に天才頭脳集団によって造られた巨大シェルター「OZ」。そこは戦いも飢えもない科学による理想郷だという。少女ながら天才科学者のフィリシアは、傭兵ムトーに守られOZに向かう。彼女の夢は、砂漠を見渡すかぎりの麦畑にすることだった。途中で出会ったサイバノイドの1019をOZへの道案内として3人の旅は試練をくぐり抜け進む。旅路の果てOZに辿り着いた時、3人が見たものとは…。

### スタッフ
- 原作 - 樹なつみ（白泉社『LaLa』連載）
- 製作 - 服部博、生明俊雄
- プロデューサー - 久保田博、桜井裕子、飯塚智久
- 設定 - 丸山正雄
- 監督 - 山田勝久
- 脚本 - 渡辺麻実
- キャラクターデザイン・作画監督 - 杉山東夜美
- 美術監督 - 須江信人、中座洋次
- 撮影監督 - 石川欣一
- 音響監督 - 本田保則
- 音楽 - 吉川洋一郎
- 制作 - マッドハウス
- 制作協力 - スタジオ・ファンタジア
- 製作・著作・発売元 - 白泉社、ビクター音楽産業株式会社

## ラジオドラマ
1993年2月15日から2月26日にかけて、NHK-FMのラジオドラマ番組『青春アドベンチャー』において、1話15分の10話構成で放送された。

## 舞台

### 2003年
劇団Studio Life　脚本・演出/倉田淳
- 6月4日（水）～18日（水）会場：シアターサンモール
- 出演

1019役：笠原浩夫
ムトー・ヨー役：岩﨑大
フィリシア役：及川健
ネイト役：高根研一
1024役：舟見和利
リオン役：曽世海児

### 2005年
劇団Studio Life　脚本・演出/倉田淳
- 3月3日（木）～16日（火）会場：アートスフィア
- 3月19日（土）会場：仙台・イズミティ２１　大ホール
- 3月20日（日）会場：新潟・新潟市民芸術文化会館・劇場
- 3月29日（火）会場：名古屋・愛知厚生年金会館
- 3月31日（木）～4月3日（日）会場：大阪・シアター・ドラマシティ
- 4月5日（火）会場：福岡・福岡市民会館
- 4月6日（水）会場：広島・アステールプラザ
- 出演

1019役：笠原浩夫/新納慎也(客演) (ダブルキャスト)
ムトー・ヨー役：岩﨑大/山本芳樹 (ダブルキャスト)
フィリシア役：舟見和利/及川健 (ダブルキャスト)
ネイト役：丸山智己(客演)/高根研一 (ダブルキャスト)
1024役：姜暢雄
リオン役：曽世海児

### 2012年
劇団Studio Life　脚本・演出：倉田淳　
- 2月23日（木）～3月12日（月）会場：新宿シアターサンモール
- 3月20日（火）会場：名鉄ホール
- 3月22日（木）～3月23日（金）会場：兵庫県立芸術文化センター阪急中ホール
- 出演

1019役：曽世海司
ムトー・ヨー役：松本慎也/竜星涼〔客演〕(ダブルキャスト)
フィリシア役：及川健/関戸博一 (ダブルキャスト)
ネイト役：堀川剛史/船戸慎士 (ダブルキャスト)
リオン役：林修司〔客演〕